# Sky News Arabia
Sky News Arabia is een nieuwszender die 6 mei 2012 gelanceerd werd.
De zender is ontstaan uit een joint venture tussen Abu Dhabi Media Investment Corp (ADMIC) en British Sky Broadcasting, marktleider van de Britse kabelzenders. Sky News Arabia richt zich op het Midden-Oosten en Noord-Afrika.
Sky News Arabia is free-to-air te ontvangen zijn voor ongeveer 50 miljoen huishoudens, en daarmee een grote concurrent van Al Jazeera (betaald door de Emir van Qatar) en Al Arabiya (betaald door Saoedi-Arabië). De zender zendt uit vanuit Abu Dhabi.